# Caligrafía coreana
La caligrafía coreana (en hangul, 서예; en hanja, 書藝; romanización revisada, Seoye; McCune-Reischauer, Sŏye) es la tradición artística de la escritura coreana. Aunque en sus inicios se basaba en caracteres chinos, incluyendo el hanja, la caligrafía moderna ha evolucionado y ahora se puede expresar utilizando el alfabeto coreano nativo, el hangul.

## Historia
La caligrafía china fue introducida en Corea durante el siglo II y III, y gradualmente ganó popularidad hasta llegar a su apogeo en el siglo VII. Fue en el siglo VIII cuando Kim Saeng se destacó como el primer maestro calígrafo coreano, y su habilidad en esta forma artística fue equiparada con la del calígrafo chino Wang Xizhi. En el siglo IX, el poeta Choe Chi-won se hizo conocido por su caligrafía tanto en su país natal Silla como en la Dinastía Tang.
Los estilos angulares de caligrafía de los primeros maestros Tang, como Yu Shinan, Ouyang Xun y Yan Zhenqing, perduraron en popularidad hasta el siglo XIV, cuando el estilo más redondeado de Zhao Mengfu se puso de moda. Con el paso del tiempo, la caligrafía coreana adoptó un enfoque cada vez más formalista en los años siguientes. A principios del siglo XIX, Kim Jeong-hui revolucionó la caligrafía coreana al introducir lo que se conoce como el «estilo chusa», denominado así en honor a su seudónimo, inspirado en la antigua escritura lishu china.
Las clases de eruditos en Corea tradicionalmente utilizaban caracteres chinos, lo que llevó a que la caligrafía coreana empleara hanja hasta la ocupación japonesa de Corea, que tuvo lugar entre 1910 y 1945. Durante esta época, el sentimiento nacionalista impulsó la difusión del alfabeto nativo hangul, lo que resultó en un florecimiento de obras caligráficas que utilizaban este sistema de escritura. Sin embargo, la caligrafía en hanja continuó siendo popular en paralelo.

## Tipos
Existen cinco tipos principales de caligrafía hanja coreana, los cuales se derivan de la caligrafía china. Estos son:
- Jeonseo (en hangul, 전서; en hanja, 篆書), que significa caligrafía de sello
- Choseo (en hangul, 초서; en hanja, 草書), que significa caligrafía cursiva
- Haeseo (en hangul, 해서; en hanja, 楷書), que significa caligrafía en bloques
- Haengseo (en hangul, 행서; en hanja, 行書), que significa caligrafía semicursiva
- Yeseo (en hangul, 예서; en hanja, 隸書), que significa caligrafía oficial

## Galería
Ejemplos de caligrafía coreana

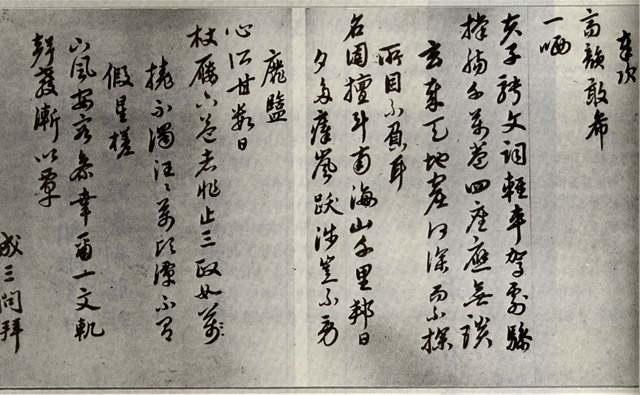
Caligrafía del erudito oficial Seong Sam-mun (1418-1456).
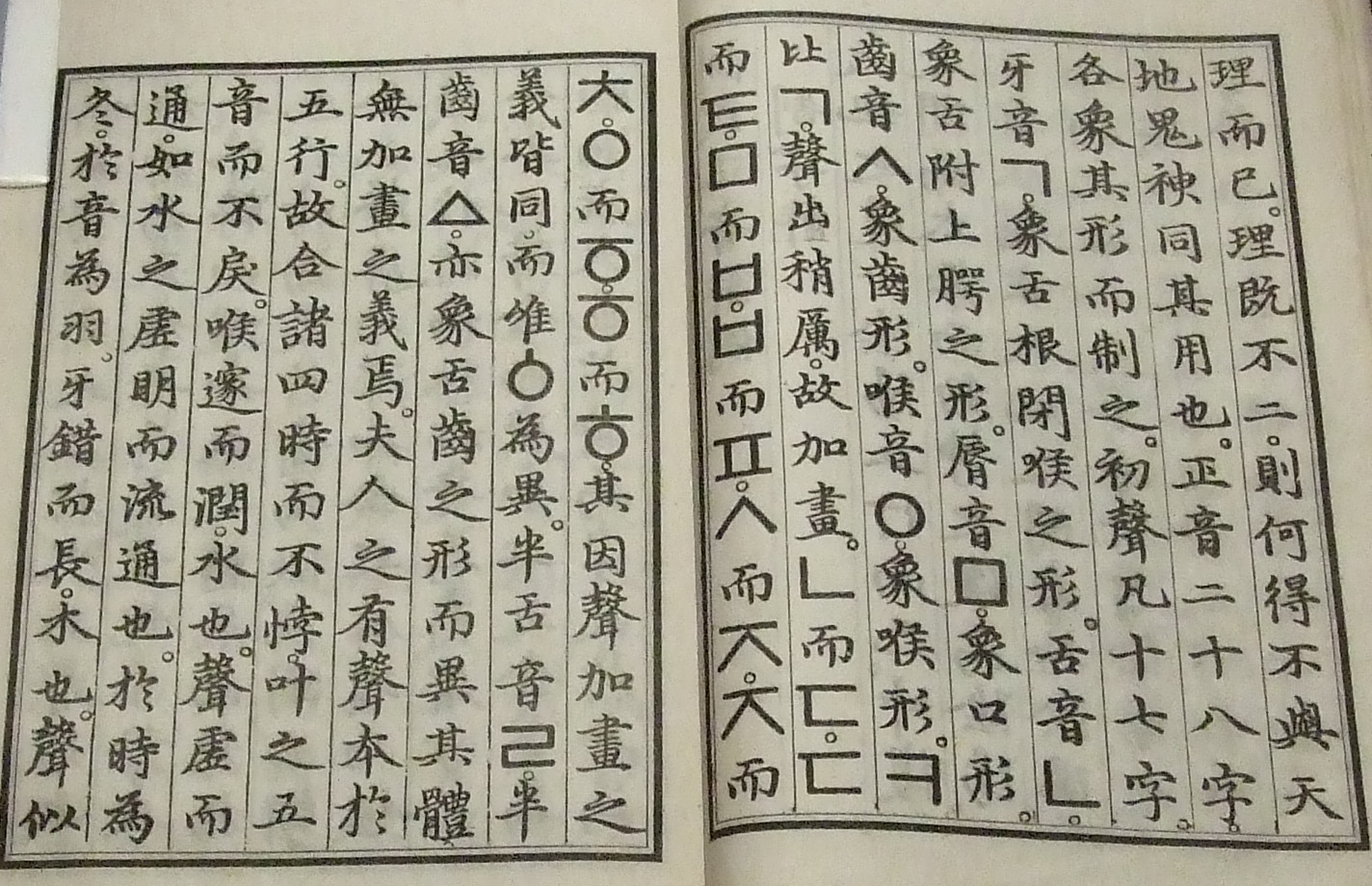
Caligrafía coreana de caracteres mixtos en una réplica del Hunminjeongeum Haerye (1446).
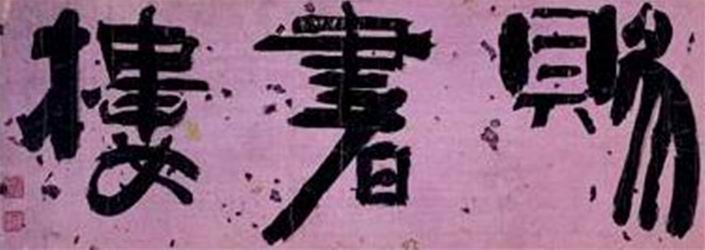
Caligrafía de uno de los calígrafos más famosos de Corea Kim Jeong-hui (1786-1856).
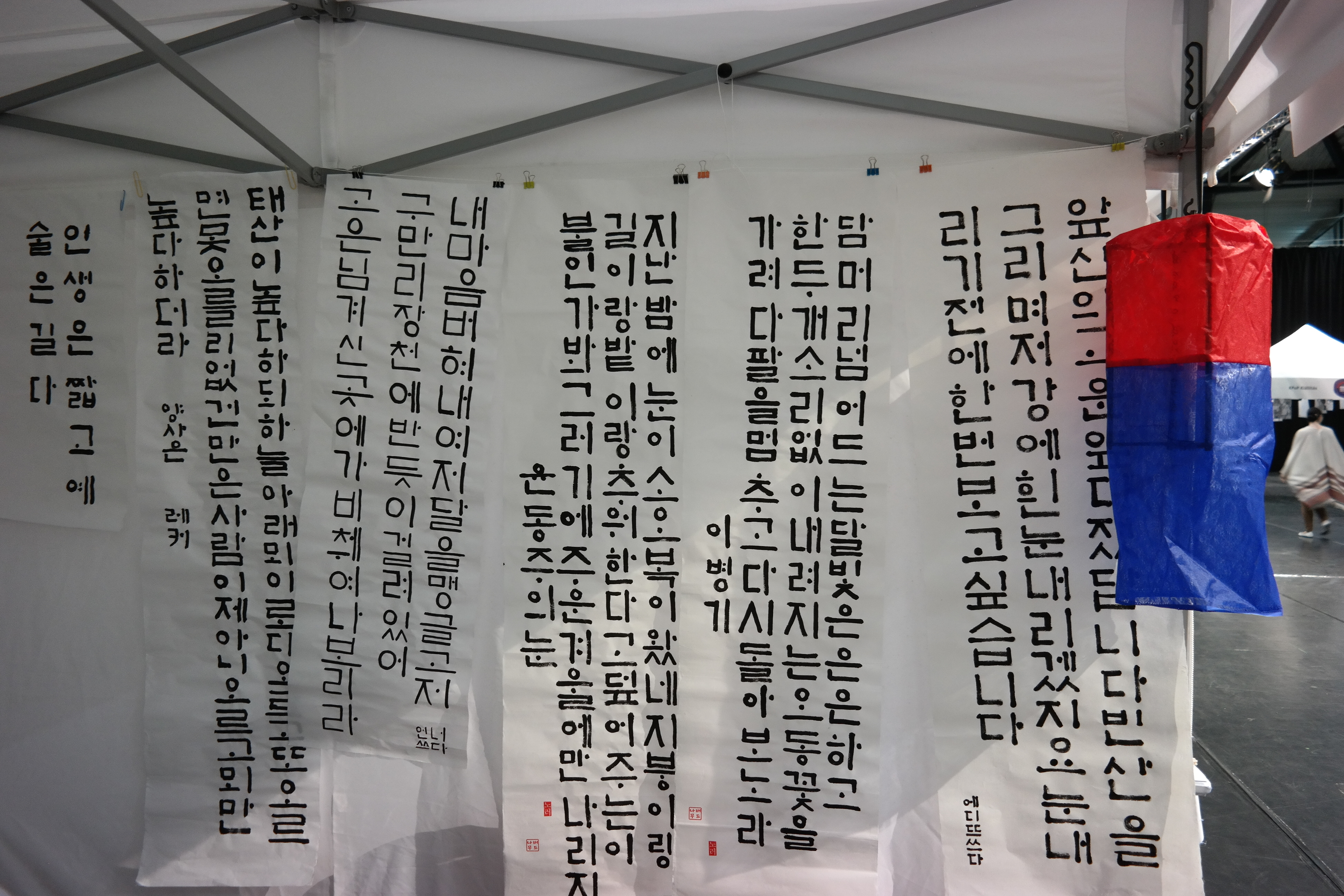
Caligrafía coreana escrita en hangul.